# Линней, Карл (младший)
Карл Линней младший (швед. Carl von Linné d.y., лат. Carolus Linnaeus filius; 1741—1783) — шведский врач и натуралист (ботаник); сын Карла Линнея (швед. Carl Linné, Carl von Linné, лат. Carolus Linnaeus; 1707—1778).

## Биография
Карл был первым ребёнком в семье Карла Линнея и его супруги, Сары Мореи, 1716—1806) (всего у них было семеро детей).

### Детство и юность
Он был зачислен в Уппсальский университет в возрасте девяти лет и учился вместе с другими студентами, которым преподавал его отец. По заданию Карла Линнея его сына опекали лучшие студенты: в будущем знаменитые ботаники Пер Лёфлинг (швед. Pehr Löfling, 1729—1756), Даниэль Соландер (швед. Daniel Solander, 1733—1782) и Иоганн Петер Фальк. В 10 лет он уже знал большинство растений в Уппсальском старом ботаническом саду (Саду Линнея).
В 18 лет по протекции отца он был назначен на должность демонстратора в Уппсальский ботанический сад. В 1762 году была опубликована его первая работа — Plantarum Rariorum Horti Upsaliensis, — в которой он описал наиболее редкие растения ботанического сада. В 1763 году была издана вторая часть этой работы.

### Зрелые годы
В 1763 году, в возрасте двадцати двух лет, он был назначен адъюнкт-профессором ботаники кафедры практической медицины Уппсальского университета. Его назначение на должность профессора «без сдачи экзаменов или защиты диссертации» вызвало негодование среди его коллег, поэтому до 1765 года он писал под руководством Самуэля Ауривиллиуса (1721—1767) докторскую диссертацию и лишь после её защиты стал читать собственные лекции. Докторская степень была ему присвоена в 1765 году распоряжением кронпринца Густава (будущего короля Густава III). Ординарным (штатным) профессором он стал только в 1777 году, незадолго до смерти своего отца.
В январе 1778 года скончался Карл Линней старший. Он оставил огромную коллекцию, в которую входили два гербария, собрание раковин, насекомых и минералов, а также большая библиотека. После долгих семейных разногласий и вопреки оставленным письменным указаниям Карла Линнея вся коллекция досталась его сыну, который перевёз её из музея Хаммербю в свой дом в Уппсале и в высшей степени усердно трудился над её сохранением (гербарии и собрание насекомых к тому времени уже пострадали от вредителей и сырости). Английский натуралист сэр Джозеф Банкс предлагал ему продать коллекцию, но он отказался.

### Путешествие по Европе (1781—1783)
Весной 1781 года Карл Линней младший отправился в длительное ботаническое путешествие по Западной Европе. Одной из целей путешествия была подготовка к новому изданию книги его отца Systema Naturae.
С мая 1781 года по август 1782 года он жил в Англии — большей частью в доме натуралиста Джозефа Банкса, Президента Королевского общества (1778—1820), занимаясь изучением его ботанической коллекции.
После этого он посетил Бельгию, Нидерланды, был в Париже (где король Людовик XVI удостоил его аудиенции и подарил три огромных ботанических фолианта с пятью сотнями гравюр на меди), Киле, Гамбурге (где гостил у Пауля Дитриха Гизеке), Копенгагене, Гётеборге.
Воспользоваться результатами своего путешествия он не успел: ещё во время пребывания в Лондоне он заболел желтухой — и вскоре после возвращения на родину, 1 ноября 1783 года, скоропостижно скончался (по другим данным он скончался от инсульта).
Научные достижения Карла Линнея младшего гораздо скромнее, чем у его отца. Наиболее известная его работа — Supplementum Plantarum systematis vegetabilium (1781), содержит отредактированные и дополненные Карлом Линнеем младшим ботанические описания, сделанные Карлом Линнеем старшим, его учениками и последователями.

## Избранные работы
- Decas prima [et secunda] plantarum rariorum Horti Upsaliensis sistens descriptiones & figuras plantarum minus cognitarum. — Stockholm, 1762—1763.
- Plantarum rariorum Horti Upsaliensis fasciulus Primus, 1767.
- Nova graminum genera…, 1779.
- Supplementum plantarum Systematis vegetabilium editionis decimae tertiae, Generum plantarum editionis sextae, et Specierum plantarum editionis secunda. — Braunschweig, 1781.

## Судьба коллекций Карла Линнея и его сына
Детей у Карла Линнея младшего не осталось. Вскоре его мать продала коллекцию английскому натуралисту Джеймсу Эдварду Смиту. Среди предметов, полученных Смитом, были и рукописи Карла Линнея младшего.
Собственный гербарий Карла Линней младшего — так называемый «Малый гербарий» (лат. Herbarium parvum) — состоял из растений, собранных им самим, а также из дубликатов тех образцов, которые вошли в коллекцию его отца. Этот гербарий был оставлен барону Класу Альстрёмеру (швед. Clas Alströmer, 1736—1794), ученику Карла Линнея, в качестве залога: Альстрёмер предоставил Карлу Линнею младшему заём для путешествия по Европе. Позже этот гербарий был подарен Шведской Королевской академии наук и теперь хранится в Стокгольме.